# Sabatenreith
Sabatenreith ist eine Ortschaft und eine Katastralgemeinde der Gemeinde Japons im Bezirk Horn in Niederösterreich.

## Lage
Schweinburg liegt westlich von Japons und ist von Japons direkt erreichbar. Weitere Straßenverbindungen bestehen nach Schweinburg im Norden und Klein-Ulrichschlag im Süden.

## Geschichte
Laut Adressbuch von Österreich waren im Jahr 1938 in der Ortsgemeinde Sabatenreith ein Gastwirt, ein Schmied und einige Landwirte ansässig.

## Siedlungsentwicklung
Zum Jahreswechsel 1979/1980 befanden sich in der Katastralgemeinde Sabatenreith insgesamt 40 Bauflächen mit 25.547 m² und 48 Gärten auf 22.705 m², 1989/1990 gab es 45 Bauflächen. 1999/2000 war die Zahl der Bauflächen auf 131 angewachsen und 2009/2010 bestanden 56 Gebäude auf 129 Bauflächen.

## Bodennutzung
Die Katastralgemeinde ist landwirtschaftlich geprägt. 410 Hektar wurden zum Jahreswechsel 1979/1980 landwirtschaftlich genutzt und 15 Hektar waren forstwirtschaftlich geführte Waldflächen. 1999/2000 wurde auf 402 Hektar Landwirtschaft betrieben und 15 Hektar waren als forstwirtschaftlich genutzte Flächen ausgewiesen. Ende 2018 waren 398 Hektar als landwirtschaftliche Flächen genutzt und Forstwirtschaft wurde auf 15 Hektar betrieben. Die durchschnittliche Bodenklimazahl von Sabatenreith beträgt 37,4 (Stand 2010).